# TV 미야자키

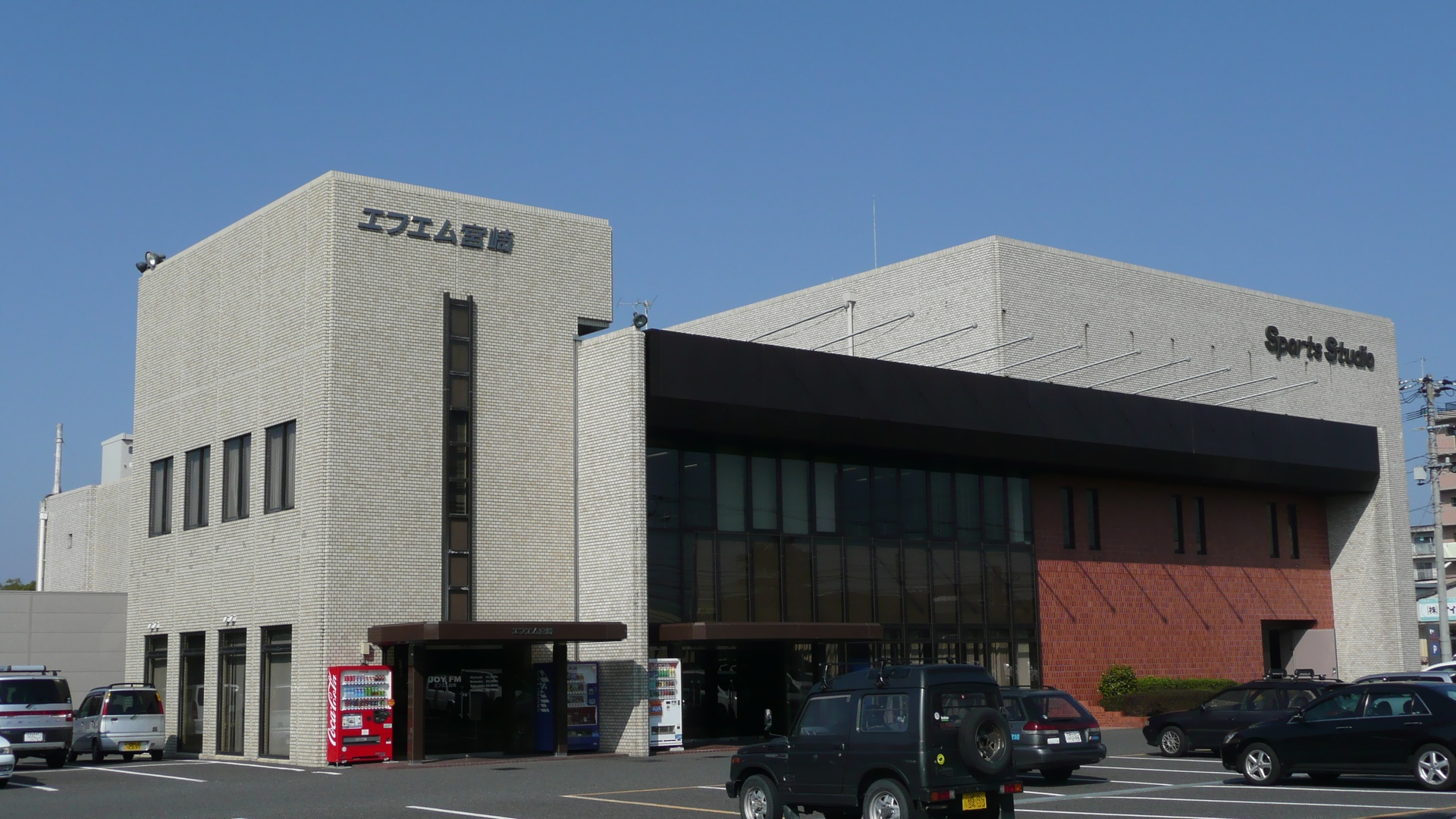
UMK 스포츠 스튜디오 (및 FM 미야자키 본사)

TV 미야자키는 1970년 4월 1일 미야자키현의 2번째이자 마지막 민영방송국으로 개국했다.
약칭은 UMK, 콜사인은 JODI-DTV이다.

## 개요
- 개국 당시부터 프로그램 방송 비율이 6:2:2(왼쪽부터 후지 TV, 니혼 TV, TV 아사히)로 정해져 있어 후지 텔레비전 계열을 중심으로 한 트리플 크로스 넷 방송국이다. 시청률 최고 시간대에는 후지 텔레비전의 프로그램 뿐만 아니라 다른 계열국의 프로그램도 방송하기 때문에, 독자색이 강하다.
- UMK 연주소와 인접한 「UMK 스포츠 스튜디오」에 FM 미야자키의 연주소가 있다.
- 개국전 약칭을 정할 때 KTM이란 약칭이 나왔지만, TV 나가사키와 약칭이 비슷하다는 이유로 현재의 약칭으로 결정되었다.

## 연혁
- 1969년 3월 14일　예비 면허 교부.
- 1969년 5월 20일　회사 설립.
- 1969년 9월 13일　약칭을 "UMK"로 사용하기로 결정.
- 1970년 2월 3일　시험 전파 발사.
- 1970년 2월 18일 프로그램 네트워크 연결 비율 결정
- 1970년 3월 1일　서비스 방송개시.
- 1970년 4월 1일　미야자키현 2번째 민방 텔레비전 방송국으로 개국.
- 1972년 4월 1일　FNS에 가맹.
- 1973년 1월 26일　FNN에 가맹.
- 1976년 4월 1일　ANN에 가맹.
- 1979년 4월 1일　NNN에 가맹.
- 1990년 5월 30일　음성다중방송개시.
- 1996년 4월 한국 TJB대전방송과 우호 관계를 조인.
- 2002년 2월 1일　현사옥에 이전.
- 2006년 11월 1일　지상 디지털 방송의 시험 방송(서비스 방송)을 개시.
- 2006년 12월 1일　지상 디지털 방송,원세그의 본방송을 개시.
- 2011년 7월 24일 지상파 아날로그 텔레비전 방송 종료. 지상파 디지털 텔레비전 방송으로 전환.

## 편성 전략
언급한 바와 같이 UMK는 후지 TV 계열을 중심으로 일본 TV 계열이나 TV 아사히 계열의 프로그램을 끼워 넣은 편성을 실시하고 있다. 19시 - 23시 프라임 타임 편성은 2020년 3월 11일 현재 다음과 같다.
이 중 월요일 21 · 22 시대 화요일 20시 대 22시 대 시차를 두고 편성된다. 또한 이 시간대 이외에, 일요일 23시 대 후반은 로컬 영업 범위를 위해, 일본 TV 계열의 다른 프로그램에 대체하고 있다.
후술한대로 「FNS의 날」, 「24시간 TV」등의 지방 네트워크가 연결되는 사회 방송과 월드컵 일본 전 중계, 올림픽 중계 등 스포츠 중계에서는 계열을 불문하고 우선적으로 방송이 편성될 수가 있다.
| 시간표 | 월요일                            | 화요일                            | 수요일       | 목요일       | 금요일                      | 토요일       | 일요일       |
| ------ | --------------------------------- | --------------------------------- | ------------ | ------------ | --------------------------- | ------------ | ------------ |
| 19시대 | 후지 TV 계열                      | 자사제작방송                      | 후지 TV 계열 | 후지 TV 계열 | 닛폰 TV 계열 （지역판매판） | 후지 TV 계열 | 닛폰 TV 계열 |
| 20시대 | 후지 TV 계열                      | 닛폰 TV 계열 （시간 지연 편성）   | 후지 TV 계열 | 후지 TV 계열 | 닛폰 TV 계열                | 후지 TV 계열 | 닛폰 TV 계열 |
| 21시대 | TV 아사히 계열 （시간 지연 편성） | 후지 TV 계열 （간사이 TV 제작판） | 후지 TV 계열 | 후지 TV 계열 | 닛폰 TV 계열                | 후지 TV 계열 | 닛폰 TV 계열 |
| 22시대 | TV 아사히 계열 （시간 지연 편성） | TV 아사히 계열 （시간 지연 편성） | 후지 TV 계열 | 후지 TV 계열 | 닛폰 TV 계열                | 후지 TV 계열 | 닛폰 TV 계열 |

후지 TV의 프로그램 배급 네트워크 인 FNS에 가맹하고 FNS 업무 협정에 정식 참여하는 한편, 일본 TV 계 유사한 조직 NNS에 가맹하고 있지 않다. 또한 아사히 내용은 ANN 뉴스 협정과 네트워크 업무 협약에 참여하고 있지만, 일본 TV 계에 비해 소극적이고 낮 ANN 뉴스 등 일부 프로그램의 동시 편성을 실시하고 있다. 하지만 포괄적 인 프로그램 공급 (TV 아사히 네트워크)의 대상에서 벗어나 스포츠 뉴스 제작 협정에도 참여하지 않고 있다. 따라서 조직에서 벗어난 일본 TV 계와 아사히의 프로그램의 일부 (특히 후자)는 MRT에서도 방영되고 있다.
크로스 넷 방송국으로 역할을 실행하고 있지만, 뉴스 취재는 후지 TV의 뉴스를 주력으로 하고 있으며, 일본 TV 계의 미야자키 현의 뉴스 취재 (특히 「news every.」용)는 키 국인 일본 TV 또는 큐슈의 핵심국인 후쿠오카 방송, 이웃한 다른 현의 언론인 구마모토 현의 구마모토 현민 TV, 가고시마 현의 가고시마 요미우리 TV가 할 수 있다. 텔레비 아사히 계에 대해서도 마찬가지로, 후쿠오카 현의 규슈 아사히 방송, 오이타 현의 오이타 아사히 방송이 취재를 하는 경우가 있다. 반대로 「FNN Live News days」· 「news every.」· 「보도 스테이션 」등 UMK에서 방영되지 않은 보도 프로그램에서 UMK의 취재 영상이 사용되는 사례도 태풍 보도를 중심으로 보여져 안에는 UMK 아나운서가 중계하는 경우도 있어, 1 명에서 3 국의 중계에 개별적으로 등장하는 일도 결코 드물지 않다.
가고시마 현 수시가 담당하는 BTV 케이블 TV 미야코 노조 역을 제외한 미야자키 현의 케이블 TV 방송국과 관련하여 UMK 프로그램 공급 시스템은 FNS 뿐이며 후지 TV 제휴사로 간주되고 있다. 따라서 일본 TV 계열사 및 TV 아사히 계열사는 지역 외부에 배포되지만 Fuji Television 계열사는 지역 외부에 배포하지 않으며 미야자키 현의 케이블 TV 가입자는 Fuji TV 계열사 프로그램의 UMK에서 방송되지 않았던 프로그램을 볼 수 없게 되었다. 반대로, 지상 디지털 위성 방송 프로그램으로 인해 미야자키 현에서 후지 TV만이 UMK의 유일한 위치로 설정되고 있다.

## 네트워크 형태
TV 미야자키는 후지 TV 계열을 중심으로 니혼TV 계열이나 TV 아사히 계열의 프로그램을 끼워 넣은 편성을 실시하고 있다.
후지 TV계 프로그램 배급 네트워크인 FNS에는 가맹하고 있지만, 니혼TV 계열인 프로그램 네트워크 NNS에는 가맹하고 있지 않고 있다.TV 아사히 계열 프로그램은 방송을 잘 하지 않는편으로 낮의 ANN 뉴스등 일부 프로그램은 동시방송 하고 있지만 프로그램 공급 대상에서 제외되어 현재 ANN계 방송국중 유일하게 ANN계열국에서 방송되는 아침 와이드쇼 슈퍼 모닝을 방송하지 않고 있다(대신 미야자키 방송이 방송).
또, 슈퍼J채널 규슈·오키나와에서는 구마모토 아사히 방송이 미야자키현의 뉴스 보도도 담당하고 있으며 이 때문에인지 니혼 TV·TV 아사히의 일부 프로그램은 미야자키 방송에서 방송하고 있다.
하지만 2011년 7월 24일 아날로그 방송이 종료된 이후 보조채널을 이용한 채널 3개 (032ch, 033ch, 034ch)를 개시하는 방안도 추진 할 것이라는 설이 있다. 그러나 이 방안은 사실이 아닐 가능성이 크다.

## 현내 방송국
- NHK 미야자키 방송국
- 미야자키 방송(MRT)(TV는 도쿄 방송 계열,라디오는 JRN·NRN 계열)
- FM 미야자키(JFN 계열)